# Корсвандт
Корсвандт (њем. Korswandt) општина је у њемачкој савезној држави Мекленбург-Западна Померанија. Једно је од 89 општинских средишта округа Остфорпомерн. Према процјени из 2010. у општини је живјело 550 становника. Посједује регионалну шифру (AGS) 13059043.

## Географски и демографски подаци
Корсвандт се налази у савезној држави Мекленбург-Западна Померанија у округу Остфорпомерн. Општина се налази на надморској висини од 15 метара. Површина општине износи 12,8 km². У самом мјесту је, према процјени из 2010. године, живјело 550 становника. Просјечна густина становништва износи 43 становника/km².